# Virgilio Mantegazza
Virgilio Mantegazza (* 30. Januar 1889 in Mailand; † 3. Juli 1928 ebenda) war ein italienischer Degenfechter.

## Karriere
Virgilio Mantegazza nahm an den Olympischen Spielen 1924 in Paris in zwei Disziplinen teil. In der Einzelkonkurrenz belegte er in der Finalrunde mit sechs Siegen den sechsten Platz. Mit der italienischen Equipe erreichte er den dritten Platz hinter Frankreich und Belgien und gewann damit zusammen mit Giulio Basletta, Marcello Bertinetti, Giovanni Canova, Vincenzo Cuccia und Oreste Moricca die Bronzemedaille.